# Revolution Roulette
Revolution Roulette es el tercer álbum de estudio de la banda Finlandesa Poets of the Fall. Fue lanzado en Finlandia el 26 de marzo de 2008, para inmediatamente llegar a puestos importantes en las listas de las más escuchadas en su país. Fue certificado como disco de oro sólo dos semanas posterior a su lanzamiento por la Federación Internacional de la Industria Fonográfica.
El 12 de abril de 2008 el álbum estuvo disponible vía iTunes Store para su compra en todo el mundo.

## Lista de canciones
| N.º | Título                      | Duración |  |
| 1.  | «More»                      | 4:01     |  |
| 2.  | «The Ultimate Fling»        | 6:55     |  |
| 3.  | «Revolution Roulette»       | 5:55     |  |
| 4.  | «Psychosis»                 | 4:23     |  |
| 5.  | «Fragile»                   | 4:08     |  |
| 6.  | «Clevermind»                | 3:38     |  |
| 7.  | «Miss Impossible»           | 3:52     |  |
| 8.  | «Diamonds for Tears»        | 4:07     |  |
| 9.  | «Passion Colors Everything» | 3:51     |  |
| 10. | «Save Me»                   | 3:31     |  |
| 11. | «Where Do We Draw the Line» | 5:09     |  |

## Lista de sencillos
| Sencillo            | Lanzamiento          | Posición en las listas |
| Sencillo            | Finlandia            | Finlandia              |
| ------------------- | -------------------- | ---------------------- |
| The Ultimate Fling* | 6 de febrero de 2008 | 2                      |
| Diamonds for Tears* | 21 de mayo de 2008   | 13                     |